# Lenham
Lenham est une paroisse civile et un village du Kent, en Angleterre.